# Everaldo Coelho
Everaldo Coelho (nacido el 25 de marzo de 1978) es un diseñador gráfico e ilustrador brasileño. Se especializa en iconografía, temas y diseño de interfaz de usuario. Los trabajos de Everaldo incluyen ilustraciones generales, cómics, libros infantiles, diseño corporativo y muchas otras áreas. Es conocido en los círculos de Linux por su tema de icono "Crystal".

## Carrera
Everaldo trabajó para Conectiva y LindowsOS, y luego como artista independiente para SUSE, KDE, Mozilla y muchos otros proyectos relacionados con Linux. También ha trabajado en varios proyectos para las plataformas Mac OS X y Microsoft Windows XP. En 2004, se unió a Lindows.com como empleado a tiempo completo. Actualmente,  es el jefe de UX en Movile y consultor en Yellowicon Studio.
Everaldo comenzó como ilustrador. Ha ilustrado numerosos libros infantiles, libros escolares y revistas (incluida una especializada en Linux). En 1998, cuando Everaldo compró su primera PC, vio una Mac en la tienda de computadoras. Como en ese momento no entendía mucho sobre sistemas operativos, buscó en Internet un sistema operativo para instalar en su nueva máquina y encontró Linux. Instaló Linux y WindowMaker y comenzó a crear temas.
En el año 2000 realizó algunos iconos para Conectiva como freelance. Más tarde fue contratado para trabajar en su departamento de creación. Diseñó la interfaz de Conectiva Linux. Su primer trabajo en KDE fue una pantalla de presentación, realizada en su tiempo libre. Helio Castro lo envió a KDE-Look, presentando a Everaldo y a la comunidad KDE.

## Cristal
El estilo característico de Everaldo es su aspecto distintivo de "cristal", que consiste principalmente en íconos que parecen estar hechos de superficies altamente reflectantes. El tema Crystal Icons que creó para KDE se ha utilizado en muchas aplicaciones y sitios web diferentes. Crystal tuvo un gran impacto en KDE y también impulsó la popularidad de los íconos SVG en el escritorio. Más tarde, Coelho crearía el conjunto de iconos Crystal Clear, donde los iconos también parecen tener una cierta calidad de transparencia.
Cuando Everaldo comenzó a trabajar en Conectiva Linux 8, su intención era crear iconos personalizados. Conectiva quería atraer tanto a los usuarios de Windows XP como de Mac OS X. Esto lo inspiró a centrarse en un concepto intermedio de iconos, "entre el realismo de Mac OS X y el estilo de dibujos animados de XP". El resultado fue el conjunto Crystal Icon.
Antes de 2001, el tema de iconos predeterminado para KDE era HiColor de Torsten Rahn. En 2001, Frank Karlitschek ideó el sitio web " KDE-Look ", que presentó a Rahn a Crystal de Everaldo. Interrumpió el trabajo en HiColor y se unió al trabajo de Everaldo en Crystal. Crystal SVG se convirtió en el tema de iconos predeterminado en KDE 3.1.

### Ejemplos de iconos de cristal
|  |